# Палений Анатолій Валерійович
Анато́лій Вале́рійович Палений (Пальоний) (1976—2022) — майор, військовослужбовець 208-ї зенітно ракетної бригади. Учасник російсько-української війни.

## Життєпис
Народився 26 січня 1976 році в місті Полтава. У 1997 році закінчив Харківський університет повітряних сил України імені Івана Кожедуба.
З 2014 року служив в 208-й Херсонській зенітній ракетній бригаді в місті Миколаїв.
Учасник АТО/ООС.
2021 року обійняв посаду командира технічної батареї 208-ї бригади.
З перших хвилин російського вторгнення 2022 року взяв участь у обороні України. Підрозділ, яким командував Анатолій Пальоний, взяв участь у знешкоджені 5 російських літаків, 8 гелікоптерів, 28 крилатих ракет, 31 БПЛА різних типів.
Загинув 28 жовтня 2022 року.
Похований 31 жовтня 2022 року в рідному місті Карлівка Полтавська область.